# Astronidium glabrum
Astronidium glabrum är en tvåhjärtbladig växtart som först beskrevs av Johann Georg Adam Forster, och fick sitt nu gällande namn av Markgr.. Astronidium glabrum ingår i släktet Astronidium och familjen Melastomataceae. IUCN kategoriserar arten globalt som livskraftig. Inga underarter finns listade i Catalogue of Life.